# Éducation sur la Shoah
Pour des articles plus généraux, voir Enseignement de l'histoire et Mémoire de la Shoah.

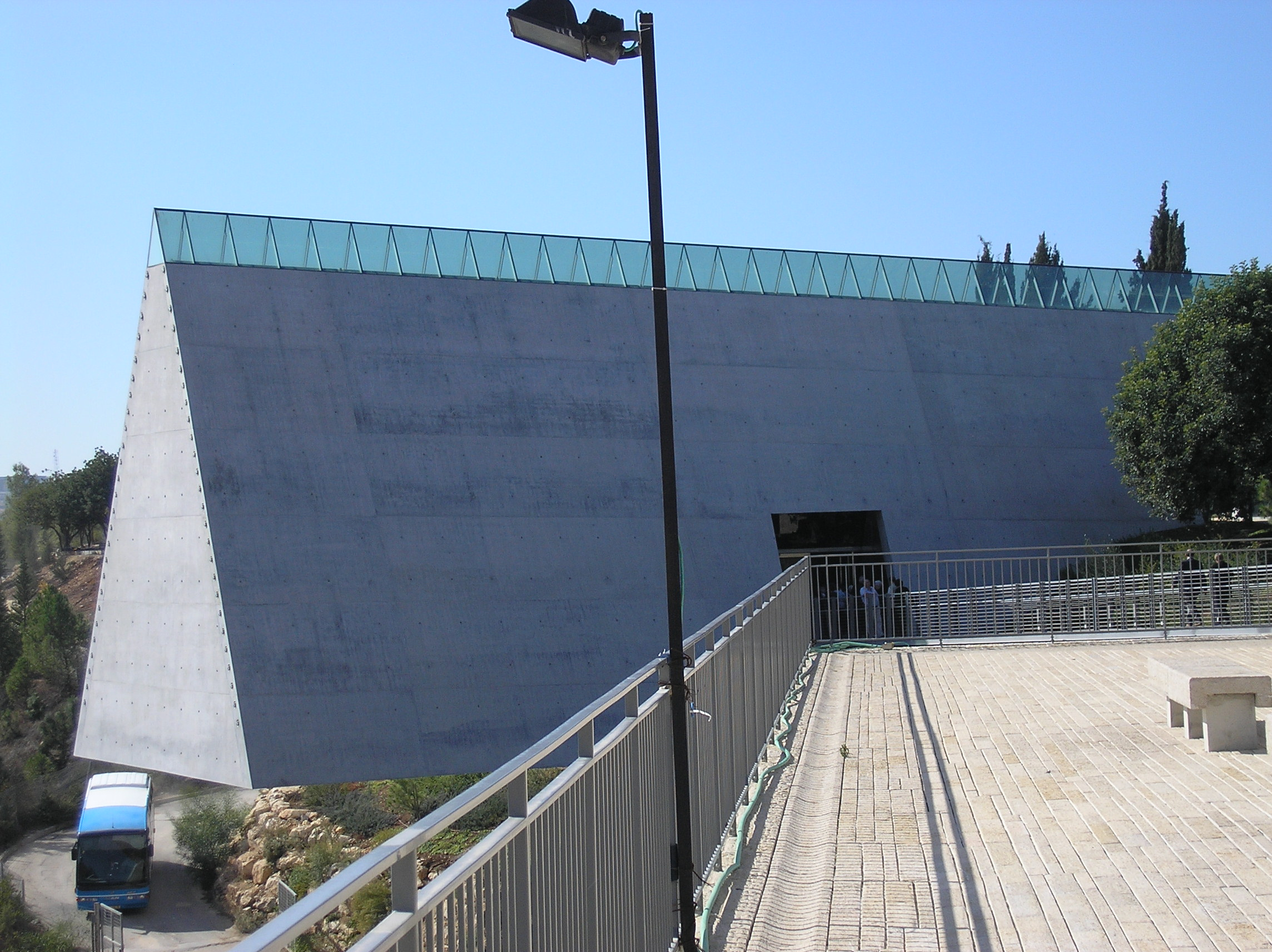
Musée de l'histoire de la Shoah à Yad Vashem.

L'éducation sur la Shoah est l'effort, dans un cadre formel ou informel, d'enseigner l'histoire de la Shoah. L'enseignement de la Shoah est une approche pédagogique de transmission de l'histoire de la Shoah, en s'appuyant sur un programme scolaire et sur l'étude de manuels. L'International Holocaust Remembrance Alliance désigne cette pratique comme « enseignement et apprentissage sur la Shoah ».
Si la plupart des centres pédagogiques sur l'histoire de la Shoah se concentrent traditionnellement sur le génocide commis par les nazis contre les Juifs, il est de plus en plus fréquent que d'autres centres élargissent leur enseignement aux entreprises d'extermination d'autres groupes sous les régimes nazi et stalinien, à d'autres génocides : génocide arménien, génocide des Tutsi au Rwanda, génocide bosniaque, génocide des peuples autochtones dans le cadre des colonisations et d'autres campagnes d'extermination. Ces mêmes centres dispensent aussi une sensibilisation sur le racisme, l'antisémitisme, l'islamophobie, l'homophobie, la lesbophobie, la biphobie et la transphobie.

### Sources
- Carrier, Peter; Fuchs, Eckhardt; Messinger, Torben, « The International status of education about the Holocaust: a global mapping of textbooks and curricula », UNESCO
- UNESCO, « Education about the Holocaust and preventing genocide », UNESCO
- UNESCO, « Addressing anti-semitism through education: guidelines for policymakers », UNESCO, numbers